# Pennella filosa
Pennella filosa is een eenoogkreeftjessoort uit de familie Pennellidae. De wetenschappelijke naam van de soort werd in 1758 gepubliceerd, als Pennatula filosa, door Carl Linnaeus in de tiende editie van Systema naturae.